# がや
がやとは、アニメーションやバラエティ番組などにおける「その他大勢」的な仕事のことであり、いわゆる「エキストラ」である。「にぎやかし」とも言われる。

## 本来の使われ方
元々はアニメーションのアフレコや洋画の吹き替えの世界で用いられていた言葉であり、スタジアムでの客の歓声や学校での運動場の掛け声といった、内容が決められていないその他大勢の「がやがや」した台詞の声を担当することを、「がやの仕事」と呼んでいた。
1950年代にラジオドラマでがやを担当している役者を指してガヤ族と呼んでいた。ガヤ族の役者たちは主演のスター俳優のスケジュールの都合から、収録の開始時間が分からないため、朝からラジオ局に赴き、収録の開始を待ち続ける必要があった。ギャラはラジオの仕事としては最低ランクで1本で300円から600円程度とされる。
英語圏ではヴァラ (Walla)、ルーピング (Looping)、グループADR (Group ADR) と呼ばれる。ポストプロダクション段階においてヴァラ・グループもしくはループ・グループと呼ばれる6人から25人程度の声優がその他大勢の声を録音する。台本は無いため、即興劇のスキルが必要とされる。

## バラエティ番組での使われ方
バラエティ番組ではメインで待遇されていない出演者が積極的に声を出したり、リアクションしたりして場を賑やかせることを、「がや」と呼んでいる。この出演者がお笑い芸人である場合は「ガヤ芸人」と呼ばれ、雛人形と同様に階段状の座席に着席していることが多いため、雛壇芸人と呼ばれることもある。
本来はアフレコ用語であったこの言葉がバラエティ番組で使われるようになったのは、お笑い芸人の濱口優（よゐこ）がきっかけであるとされている。濱口には『クマのプー太郎』などのアニメ作品で声優経験があり、後に彼がバラエティ番組『めちゃ×2イケてるッ!』の現場にて漏らした「きょうもガヤばっかりやった」との愚痴を他の出演者たちが面白がったため、徐々に広まっていったという。
その後の主な使われ方としては、『アメトーーク!』（テレビ朝日系）で「ガヤ芸人」の特集がたびたび組まれているほか、『ウチのガヤがすみません!』（日本テレビ系）ではゲスト出演者をもてなすという体裁で「ガヤ芸人」が多数出演している。